# May Bukas Pa
May Bukas Pa é uma telenovela filipina produzida e exibida pela ABS-CBN, cuja transmissão ocorreu em 2009.

## Elenco
- Zaijian Jaranilla - Gabriel "Santino Guillermo" M. Policarpio/Rodrigo[2]
- Albert Martinez - Mayor Enrique D. Rodrigo/ Gonzalvo Policarpio
- Dina Bonnevie - Malena Rodriguez-Rodrigo/Policarpio